# Cal·lírroe (filla d'Escamandre)
Segons la mitologia grega, Cal·lírroe (en grec antic Καλλιρρόη) va ser una nimfa, filla del déu fluvial Escamandre.
Es casà amb el Rei Tros de Dardània i tingueren quatre fills:
- Ilos, fundador i primer rei de Troia.
- Assàrac, rei de Dardània.
- Cleòpatra.
- Ganimedes. Que va ser raptat pel déu olímpic Zeus, qui se n'enamorà i el feu establir-se com a coper i catamita seu.

A la Tròade hi havia una tradició sobre aquesta Cal·lírroe (o potser una altra). Es deia que era una nimfa estimada per Paris quan aquest príncep vigilava els ramats a l'Ida, abans de conèixer Helena. Paris la va abandonar per Helena i Cal·lírroe va plorar llargament el seu amor perdut.